# Мустафаев, Эскендер Аметович
Эскендер Аметович Мустафаев (род. 17 июля 1981, Чиназ, Ташкентская область) — украинский и российский пловец — паралимпиец. Чемпион Паралимпийских игр 2012 в Лондоне, многократный чемпион мира, заслуженный мастер спорта Украины и заслуженный мастер спорта России по плаванию среди спортсменов с поражением опорно-двигательного аппарата.

## Награды
Украина:

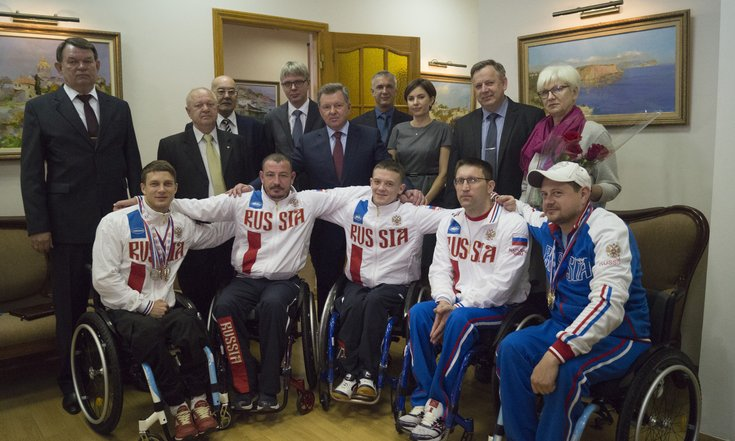
Севастопольские спортсмены-паралимпийцы (в спортивной форме): Эскендер Мустафаев, Андрей Граничка, Илья Журавлёв, Роман Крамерцель и Дмитрий Крыжановский, 2016 год

- Орден «За заслуги» III степени (17 сентября 2012 года) — за достижение высоких спортивных результатов на XIV летних Паралимпийских играх в Лондоне, проявленные мужество, самоотверженность и волю к победе, подъем международного авторитета Украины.[1][2]
- Заслуженный мастер спорта Украины (2012).

Россия:
- Мастер спорта России международного класса (2015).
- Заслуженный мастер спорта России (2015).